# Supinfo
Ne doit pas être confondu avec Supinfocom.
Supinfo est un établissement d'enseignement supérieur privé créé en 1965 qui délivre une formation dans les technologies de l'information et de la communication. L'école dispose de 5 campus en France, le principal étant situé à Paris. La formation est également accessible à distance. L'école a fait face à de nombreuses liquidations judiciaires et contentieux pour salaires ou remboursements impayés, avant que sa société-mère de droit belge, Educinvest, ne soit mise en liquidation judiciaire. Elle est reprise par le Groupe Ionis en août 2020.

## Historique
En 1965, Léo Rozentalis, diplômé de Supelec, crée l'ECAPA (École d'Analyse et de Programmation), école dédiée à l'électronique. Elle deviendra l'ENI (École nationale d'Informatique) puis l'ESI (École supérieure d'Informatique), une dizaine d'années plus tard.
En 1972, l'école est reconnue par l'État français. En 1976, l'école prend le nom de ESI-Supinfo.
En 1998, Alick Mouriesse, ancien étudiant, rachète l'école pour 500 000 francs. En 2000, l'école prend le nom de Supinfo (en remplacement de ESI-Supinfo).
En 2001, un premier établissement ouvre en Martinique. En 2003, les deux premiers établissements hors de France ouvrent en Chine. Entre 2004 et 2008, l'école ouvre une vingtaine de nouveaux établissement français et internationaux (Bordeaux, Mâcon, Grenoble, Nantes, Londres, Montréal, San-Francisco, etc.),,.
En 2008, Alick Mouriesse crée Educinvest, une société privée belge qui gérera les marques et les méthodes pédagogiques de l'école jusqu'au rachat en 2020.
En 2011, l'école change de nom et devient SUPINFO International University.
En 2016, l'école comporte 36 établissements dont 23 en France.
En 2020, l'école est placée en liquidation judiciaire. Elle est reprise par le groupe Ionis qui annonce reprendre 20 établissements en France (métropole et outre-mer),, dont 5 sont ouverts à la rentrée scolaire 2020 (Paris, Lille, Lyon, Tours et Caen). Les étudiants des établissements non repris ou non-ouverts sont transférés vers d'autres écoles du groupe Ionis ou vers de l'enseignement à distance.

## Administration
SUPINFO International University est gérée par la société Educinvest de 2008 à 2020. 
À partir de 2020, l'école est intégrée et gérée par le Groupe Ionis. 

### Liquidation et condamnations
En 2010, Educinvest, la société exploitant la marque Supinfo en franchise, dépose une requête et ordonnance afin de mesure d'urgence pour contrefaçons par Sud Ouest Campus, Ingésup ayant repris et diffusé à leurs étudiants les supports de cours de SUPINFO. La cour de cassation casse néanmoins partiellement cette décision en 2018. Sur renvoi en cour d'appel, Sud Ouest Campus est condamnée à régler 72 000 euros de redevance, le jugement initial condamnant Sud Ouest Campus au règlement d'une indemnité de 484 030 € étant infirmé, et Educinvest étant déboutée de cette dernière demande.
À la suite de la restructuration du groupe, la société d'exploitation PIC (Paris International Campus) qui exploitait notamment les campus de Paris, Bordeaux, Lille Valenciennes a été mise en liquidation. À la même date, la société STC qui portait une partie des services généraux — dont certains professeurs référents — est également en liquidation.
La société d'exploitation PIC (Paris International Campus) qui exploitait notamment le campus de Paris, Bordeaux, Lille Valenciennes a été mise en liquidation, et ce malgré le fait qu'elle disposait sur la société de droit belge Educinvest d'une créance d'un montant de 20 265 000 euros.
Le 3 mars 2018, l'école SUPINFO est condamnée en justice à rembourser 15 000 € à l'un de ses anciens étudiants pour des défaillances relatives à sa gestion du campus de Metz.
Le 24 avril 2018, SEIC qui exploite Marseille, Nice, Grenoble, Montpellier et Clermont-Ferrand a été mis en redressement judiciaire.
En 2019, l'école annonce l'ouverture de nouvelles implantations en Guyane et à Angoulême, dans un climat de suspicion alimenté par les demandes de paiement de salaires de la part de professeurs, les demandes de remboursement faites par des  étudiants, un reportage de FR3 sur l'école de Montpellier titré « campus fantôme », et enfin un article de Marianne qualifiant le dirigeant Alick Mouriesse de « flambeur de diplômes ».
En juillet 2020, la société Educinvest publie une offre de reprise concernant un campus en Belgique et 20 campus en France métropolitaine et d'outre-mer, parlant d'« établissements en liquidation judiciaire avec poursuite d'activité ».
En août 2020, l'établissement est racheté par le Groupe Ionis.  Début septembre, le groupe Ionis annonce la fermeture de 15 des 20 établissements, seuls cinq d'entre eux étant rouverts à la rentrée (Paris, Lille, Lyon, Tours et Caen).
En février 2023, l'ancien président de l'école Alick Mouriesse est condamné pour faux et d'abus de biens sociaux à cinq ans de prison avec sursis, à verser 50 millions d'euros dont 38,84 millions aux créanciers d'Educinvest, et se voit interdit d'administrer ou de diriger une société pendant dix ans en Belgique.

## Enseignement
À l'issue du cursus de cinq ans, les étudiants reçoivent le titre d'« Expert en management des systèmes d'informations » qui est certifié de niveau 7 par l’État, anciennement niveau I. Cette certification professionnelle ne doit pas être confondue avec un diplôme visé conférant le grade de master (à l'instar du diplôme d'ingénieur).

## Anciens élèves
- Marc Simoncini (1984), fondateur de iFrance et de Meetic[23].
- Tristan Nitot (1989), fondateur de Mozilla Europe[24].
- Alick Mouriesse (1992), président de l'école de 1998 à 2020[2].